# Seashore
Seashore es un editor de imágenes para Mac OS X, basado en The GIMP pero con una interfaz Cocoa. Seashore utiliza el formato de archivo nativo del GIMP, XCF, y tiene soporte para una variedad de gráficos de otros formatos de archivo, que incluye soporte completo para el TIFF, PNG y JPEG, y soporte de sólo lectura para BMP, PDF y GIF. Seashore ofrece un menor número de características en comparación con el GIMP, incluyendo capas y canales alfa de apoyo, gradientes y efectos de transparencia, suavizado cepillos, tabletas de apoyo y plug-in de filtros.
Seashore está actualmente en la versión 0.1.9 y se considera en fase Beta. Se carece de muchas de las características que GIMP tiene, pero el propósito de Seashore es convertirse en uno sencillo Software Libre manipulador de imágenes que se ejecute de forma nativa en Mac OS X. Actualmente existe una versión de GIMP para Mac OS X, Gimp.app. Gimp.app tiene muchas características que no tiene Seashore, pero requiere una versión de X11 para funcionar. Seashore se desarrolla utilizando el nativo Mac toolkit, Cocoa.
Contents Contenido

## Características
Aunque todavía está en desarrollo, Seashore tiene muchas de las características básicas con que debe contar un software de manipulación de imágenes, incluyendo:
- Soporte completo para el archivo en formato XCF.
- Lectura y escritura de formatos de archivo TIFF, PNG, JPEG y JPEG 2000.
- Lectura de formatos de archivo BMP, GIF, PDF, PICT, y XBM.
- Capas y capas efectos la fusión.
- Edición de individuales de la capa de canales.
- Efectos de transparencia y la transparencia en gradientes.
- Selección de regiones arbitrarias (es decir, a través de una herramienta Lazo)[7]
- Anti-aliasing en pinceles.
- 6 efectos de gradiente.
- Soporte de tableta digitalizadora.
- Complementos (plug-ins) de efectos de filtros.

Algunas funciones que se implementarán en versiones futuras son soporte Core Image, introducción de las capas de texto editables, renderizado de texto mejorado y formas y objetos vectoriales.